# Antigua och Barbudas riksvapen
Antigua och Barbudas riksvapen utformades av Gordon Christopher 1966. Symboliken i vapnet är betydligt mer omfattande än symboliken i Antigua och Barbudas flagga, men några detaljer är gemensamma.
Överst i statsvapnet finns en ananas, som är en frukt som öarna är kända för. Flera olika växter runt skölden, röd hibiskus, sockerrör och yucca, finns i överflöd i landet. Två hjortar håller upp skölden och de representerar öarnas djurliv.
På skölden finns solen som stiger upp ur ett blått och vitt hav. Detta återfinns även på flaggan. Solen symboliserar en ny början där den svarta bakgrunden representerar det afrikanska ursprunget som många av Antigua och Barbudas invånare har. Längst ner på skölden, framför havet, finns en stiliserad sockerkvarn.
På banderollen längst ner finns det nationella valspråket Each endeavouring, all achieving.